# Николаевское (Забайкальский край)
Николаевское — село в Улётовском районе Забайкальского края России. Административный центр сельского поселения «Николаевское».

## География
Село находится в центральной части района, на левом берегу реки Южной Тунгуры, на восточном и южном берегах озера Николаевского, на расстоянии примерно 57 километров (по прямой) к юго-западу от села Улёты. Абсолютная высота — 846 метров над уровнем моря.
Климат
Климат характеризуется как резко континентальный с продолжительной холодной малоснежной зимой, тёплым летом и большими перепадами сезонных и суточных температур. Среднегодовая температура воздуха составляет 1,5 — 2 °С. Средняя многолетняя температура самого холодного месяца (января) составляет −24 — −22 °С (абсолютный минимум — −44 °С), температура самого тёплого (июля) — 14 — 16 °С (абсолютный максимум — 38 °С). Среднегодовое количество осадков — 300—500 мм.
Часовой пояс
Село Николаевское находится в часовой зоне МСК+6. Смещение применяемого времени относительно UTC составляет +9:00.

## Население
| 2010 | 2021  |
| ---- | ----- |
| 1282 | ↘1138 |

Половой состав
По данным Всероссийской переписи населения 2010 года в гендерной структуре населения мужчины составляли 47,9 %, женщины — соответственно 52,1 %.
Национальный состав
Согласно результатам переписи 2002 года, в национальной структуре населения русские составляли 98 % из 1341 чел.

## Инфраструктура
В селе функционируют средняя школа, два детских сада, Дом культуры и сельская участковая больница.